# The Quest – Der Fluch des Judaskelch
The Quest – Der Fluch des Judaskelch (Originaltitel: The Librarian: Curse of the Judas Chalice) ist die von Jonathan Frakes 2008 inszenierte Fortsetzung zu The Quest – Das Geheimnis der Königskammer, der 2006 gedreht wurde, und der dritte Teil der Reihe. Ferner wird seit 2014 die Fernsehserie The Quest ausgestrahlt.

## Handlung
Flynn Carsen stellt fest, dass er durch seine Arbeit als Bibliothekar, bei der er in aller Welt historische Artefakte sammelt, fast keine Zeit mehr für sein Privatleben hat. Daher schickt sein Vorgesetzter Judson ihn in den Urlaub.
Als Flynn in der Nacht im Schlaf eine Frau aus New Orleans erscheint, entschließt er sich, seinen wohlverdienten Urlaub dort zu verbringen. In New Orleans angekommen, trifft er auf Simone, die Frau aus seinem Traum, die ihn auch sofort erkennt und von seiner Arbeit als Bibliothekar weiß. Sie sagt ihm, dass sie ihn im Traum gerufen hat und seine Hilfe benötigt. Der Sarg des legendären Vlad III. Drăculea (Dracula) wurde von einer Gruppe ehemaliger KGB-Agenten unter Führung des Oligarchen Kubichek gestohlen. Die Agenten sind mit der Hilfe des Historikers Professor Laszlo auf der Suche nach dem Judaskelch, um mit dessen Hilfe Dracula wieder zu erwecken. Dieser Kelch besteht aus den 30 Silberlingen, die Judas Ischariot für den Verrat an Jesus Christus gegeben wurden.
Flynn verliebt sich in Simone, die sich als Vampirin entpuppt. Zusammen finden sie den Judaskelch in einem Schiffswrack im Mississippi-Delta. Doch der Kelch wird von den KGB-Leuten entwendet und Kubichek beginnt ein Ritual, in dem das vermeintliche Skelett von Vlad Tepes mit Blut aus dem Kelch begossen wird. Doch als wahrer Dracula entpuppt sich Professor Laszlo, der aus dem Kelch trinkt.
Flynn und Simone vernichten mit Unterstützung der verbliebenen KGB-Agenten Dracula. Da er es war, der Simone zum Vampir gemacht hat, ist ihre Seele nun frei. Sie schaut sich zusammen mit Carsen einen letzten Sonnenaufgang an und stirbt. Anschließend bringt Carsen den Kelch in die Bibliothek.

## Kritik
„Fantasy-Abenteuer in ‚Indiana Jones‘-Manier, das unterschiedlichste Motive und Motivationen zu einer wüsten Action-Melange mischt.“

„Über die durchgeknallte Story hüllen wir lieber den Mantel des Schweigens. Immerhin amüsiert ‚Star Trek: Der erste Kontakt‘-Regisseur Jonathan Frakes mit originellen Einfällen. [Fazit:] Launige ‚Indiana Jones‘-Kopie mit Gagastory.“